# Комок, Аркадий Иванович
Аркадий Иванович Комок (1923—1944) — сержант Рабоче-крестьянской Красной Армии, участник Великой Отечественной войны, Герой Советского Союза (1944).

## Биография
Аркадий Комок родился в 1923 году в селе Зайцы (ныне — Черниговский район Черниговской области Украины). После окончания школы работал в колхозе. В ноябре 1943 года Комок был призван на службу в Рабоче-крестьянскую Красную Армию и направлен на фронт Великой Отечественной войны. Принимал участие в боях на Центральном и 1-м Украинском фронтах. К февралю 1944 года сержант Аркадий Комок командовал пулемётным расчётом пулемётной роты 1-го стрелкового батальона 271-го стрелкового полка 181-й стрелковой дивизии 13-й армии 1-го Украинского фронта. Отличился во время освобождения Волынской области Украинской ССР.
28 февраля 1944 года рубежи советских частей в районе села Сырники Луцкого района Волынской области Украинской ССР были контратакованы немецкой пехотой при поддержке 7 танков. Главный удар пришёл на позиции роты Комка. В шестичасовых боях расчёт Комка уничтожил более 100 вражеских солдат и офицеров, отразив 4 немецких контратаки. После ранения наводчика Комок продолжал вести огонь, заменив его собой, уничтожил пытавшуюся прорваться в тыл группу немецких солдат. 29 февраля немецкие войска вновь контратаковали позиции роты. Комок в течение двух часов вёл огонь, уничтожив около 120 солдат и офицеров противника. Израсходовав боеприпасы, он гранатой уничтожил 3 приближающихся немецких солдат, но и сам получил тяжёлое ранение. 1 марта 1944 года Комок скончался от ран. Первоначально был похоронен в братской могиле в Сырниках, позднее перезахоронен на Мемориале Вечной Славы в Луцке.
Указом Президиума Верховного Совета СССР от 25 августа 1944 года за «образцовое выполнение боевых заданий командования и проявленные при этом мужество и героизм» сержант Аркадий Комок посмертно был удостоен высокого звания Героя Советского Союза. Также посмертно был награждён орденом Ленина.
В честь Аркадия Комока названа улица в Луцке и Чернигове, установлен бюст в селе Левковичи Черниговского района.